# آران (شکی)
آران (به لاتین: Aran) یک منطقه مسکونی در جمهوری آذربایجان است که در شهرستان شکی واقع شده‌است. آران ۴۶۷ نفر جمعیت دارد.